# Badalona (Gerichtsbezirk)
Der Gerichtsbezirk Badalona ist einer der 25 Gerichtsbezirke in der Provinz Barcelona.
Der Bezirk umfasst 3 Gemeinden auf einer Fläche von 27,59 km² mit dem Hauptquartier in Badalona.

## Gemeinden
| Gemeinde                | Einwohner (2024) | Fläche km² | Dichte Einw./km² | Cod INE | Postleitzahl |
| ----------------------- | ---------------- | ---------- | ---------------- | ------- | ------------ |
| Badalona                | 227.083          | 20,95      | 10.839           | 08015   | 08910–08918  |
| Montgat                 | 12.625           | 2,86       | 4.414            | 08126   | 08390        |
| Sant Adrià de Besòs     | 38.490           | 3,78       | 10.183           | 08194   | 08930        |
| Gerichtsbezirk Badalona | 278.198          | 27,59      | 10.083           | –       | –            |